# ケネディ宇宙センター
ジョン・F・ケネディ宇宙センター（ジョン・F・ケネディうちゅうセンター、英: John F. Kennedy Space Center, KSC）は、アメリカ合衆国フロリダ州ブレバード郡メリット島にある、アメリカ航空宇宙局 (NASA) のフィールドセンターの一つで、有人宇宙船発射場、打ち上げ管制施設及びペイロード整備系から構成される中核的研究拠点。フロリダ州の東海岸に位置しており、ケープカナベラル空軍基地 (CCAFS) の隣にある。

## 概要
ケネディ宇宙センターは1968年12月以来、NASAの第一の有人宇宙飛行の打ち上げ施設となっている。アポロ、スカイラブ及びスペースシャトルの計画のための打ち上げ運用は、ケネディ宇宙センター第39発射施設から実施され、ケネディ宇宙センターにより管制された。最初のアポロ有人宇宙飛行とすべてのマーキュリー計画及びジェミニ計画のフライトはケープカナベラル空軍基地から飛び立ったが、その打ち上げはケネディ宇宙センター及びその前身機関 (Launch Operations Directorate) により管制された。ジェミニ計画の4番目のミッションから始まった、フロリダ州にあるNASAの打ち上げ管制センター（当初はマーキュリー管制センターと呼ばれた）は、ロケットの打ち上げ直後にミッション・コントロール・センターに管制を引継ぐ。一方で、より重要なミッションでは、ミッション全体にわたって管制権を保持する。
加えて、ケネディ宇宙センターは無人打ち上げや商業乗員の打ち上げミッションのほか、地球から離れた場所の探査に向けた食料生産や現地資源有効利用の研究 なども行っている。2010年以降、ケネディ宇宙センターは産官学連携を通して、マルチユーザーの宇宙港となるべく働いており、その一環として2015年に新しい発射台 (LC-39C) を設置した。
ケネディ宇宙センターの144,000エーカー (580 km2)の敷地内には、およそ700の施設が集まっている。その独特の施設の中には、NASAの大型ロケットの組み立てに使用される、高さ525フィート (160 m)のビークル組立棟や、宇宙飛行士などの乗組員宿舎であるオペレーション・アンド・チェックアウト・ビルディング（O&C）、3マイル (4.8 km)の長さをもつシャトル着陸施設、観光客向けに一般公開されているビジターコンプレックスなどがある。

## 設立の経緯
アメリカ軍は1949年から、後にケープカナベラル空軍基地となる場所で、打ち上げ業務運用を実施していた。1959年12月に、国防総省は5,000人の人員とともにミサイル発射研究所 (Missile Firing Laboratory) をNASAに移転し、NASAのマーシャル宇宙飛行センターの下に、打ち上げ運用部 (Launch Operations Directorate) を設置した。
ジョン・F・ケネディ大統領が1961年に述べた「1960年代の間に月への有人飛行を実現する」とした目標にあわせて、打ち上げ業務運用の拡張が要求された。1962年7月1日、打ち上げ運用部はマーシャル宇宙飛行センターから分離され、打ち上げ運用センター (Launch Operations Center; LOC) となった。また、ケープカナベラルは、7,500,000-重量ポンド (33,000 kN)の推力でサターンV型ロケットを打ち上げるために必要な、高さ363-フート (111 m)の新しい発射施設の設計を受け入れるには不十分だった。そのため、メリット島のケープカナベラルの隣に、新しい打ち上げ運用センターを建設する決定が下された。
NASAは1962年に土地の取得に乗り出し、131平方マイル (340 km2)の土地の所有権を獲得した。さらにフロリダ州との交渉の結果、87平方マイル (230 km2)の土地を追加で取得した。 ケネディ宇宙センターの工業地域にある主要な建物は、建築家のチャールズ・ラックマンにより設計された。建設作業は1962年11月に始まり、ケネディ大統領は建設現場を1962年に二回訪問した。そして、ケネディ大統領が暗殺される1963年11月22日のちょうど一週間前にも再び訪れている。
1963年11月29日、施設は当時のリンドン・B・ジョンソン大統領の発した大統領令11129号により、現在の名称であるケネディ宇宙センター (John F. Kennedy Space Center; KSC) と命名された。このジョンソン大統領の命令は、民生用の打ち上げ運用センターと軍用のケープカナベラル基地の両方を（"the facilities of Station No. 1 of the Atlantic Missile Range" として）ジョン・F・ケネディ宇宙センターの呼称の下に統合したものだった。これは、世間では両者が統合していると混同される事態を引き起こした。当時のNASA長官ジェイムズ・ウェッブは、これについて指示文を発して、「ケネディ宇宙センター」(Kennedy Space Center) の名称は、打ち上げ運用センターにのみ適用されたもので、一方で空軍は、この軍用発射場を「ケープケネディ空軍基地」(Cape Kennedy Air Force Station) と改名する一般命令を出したことを明らかにした。

## 立地地域
フロリダ州の東海岸メリット島に位置し、大西洋に面するケープカナベラルの北北西にケネディ宇宙センターがある。マイアミとジャクソンビルの中間のフロリダ州スペースコーストに位置している。敷地は長さ55km、幅約10kmで219平方マイル (570 km2)の広さがある。
ケネディ宇宙センターはフロリダ州の主要な観光地であり、オーランドから車で約一時間ほどの所にある。ケネディ宇宙センタービジターコンプレックスでは、ケネディ宇宙センター及びケープカナベラル空軍基地の公開ツアーが組まれている。
施設の大部分は安全及び環境保全のため立ち入り禁止区域となっており、これまでに開発された土地の面積も全体の9%に留まっている。重要な野生生物保護区に指定されている地区もあり、モスキート・ラグーン、インディアン・リバー、メリット島国立野生生物保護区、カナベラル国立海岸などは、この地の特徴の一つである。ケネディ宇宙センターに勤務する人々は、ハクトウワシ、アメリカアリゲーター、イノシシ、ヒガシダイヤガラガラヘビ、絶滅が危惧されているフロリダパンサー、フロリダマナティーなどに遭遇することがある。

## 歴史上運用していたプログラム

### アポロ計画
1967年から1973年までを通して、サターンV型ロケットは13回打ち上げられた。このうち10回はアポロ7号に続くアポロ計画のミッションによるものだった。2回の無人飛行のうち、1967年11月9日に打ち上げられた最初のアポロ4号 (AS-501) は、ケネディ宇宙センターから打ち上げられた最初のロケットでもあった。サターンV型ロケットの最初の有人打ち上げは、1968年12月21日に行われたアポロ8号の月周回軌道投入ミッションだった。その次の二つのミッション（地球を周回したアポロ9号と月周回軌道に乗ったアポロ10号）では、アポロ月着陸船がテストされた。アポロ11号は1969年7月16日に射点39Aから打ち上げられ、同年7月20日に人類初の月面着陸を成し遂げた。アポロ12号がその4か月後に続いた。1970年から1972年までの間に、アポロ計画はケネディ宇宙センターにて13号から17号までのミッションの打ち上げが行われて締めくくられた。

### スカイラブ計画
1973年5月14日、射点39Aから打ち上げられた最後のサターンV型ロケットは、スカイラブ宇宙ステーションを軌道上へと運んだ。この時までに、サターンIB型ロケットの打ち上げに使われたケープケネディの射点34と射点37は運用から外されており、射点39Bが改修されて、その年の3回のスカイラブへの有人ミッションのほか、1975年にはアポロ・ソユーズテスト計画のため、最後のアポロ宇宙船の打ち上げにも使用された。

### スペースシャトル計画

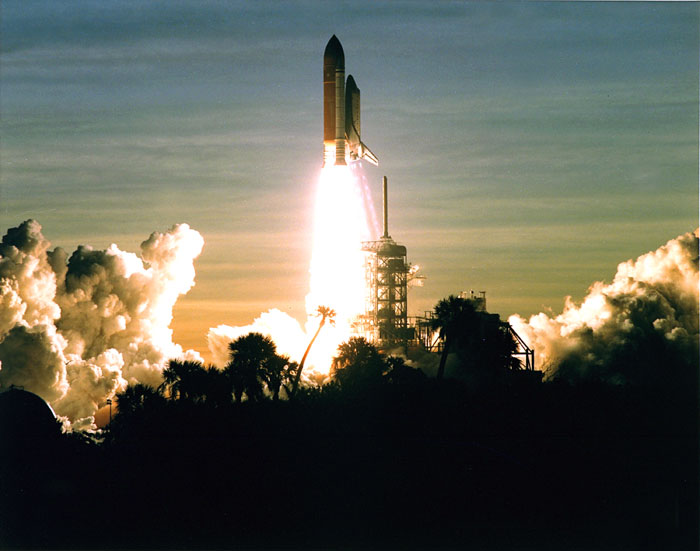
STS-60ミッションで、39A発射台から打ち上げられるディスカバリー号（1994年2月3日）

スペースシャトルが設計されていくにつれ、NASAはケネディ宇宙センターとは別の場所に代替となる発射場及び着陸場を建設する提案を受け入れ、そのための研究を要求した。ケネディ宇宙センターは次に挙げるような重要な利点を有していた。その既存の施設、沿岸内水路上の立地場所、そして低緯度に位置していることにより東に向かって打ち上げるミッションで地球の自転速度が有効に利用できることである。不利な点は、使用が済んで切り離されたブースターが南北カロライナ州かキューバに落下する可能性が高いために、極軌道に乗せる軍のミッションで安全に打ち上げることができないこと、海に近いため塩分を多く含んだ空気による腐食が考えられること、曇天や荒天の天候が多いこと等である。これらのことから、一時はニューメキシコ州のホワイトサンズ・ミサイル実験場を新たな建設地とすることが真剣に検討されたが、1972年4月になってNASAは、スペースシャトル計画にはケネディ宇宙センターを利用することに決定したと発表した。スペースシャトルは、自動的に、または遠隔操作により着陸させることができなかったために、最初のミッションであるSTS-1に伴う1981年4月12日のコロンビア号の打ち上げは、無人打ち上げによる事前の試験飛行を経ないという、NASAにとっては初めての試みとなる有人打ち上げだった。

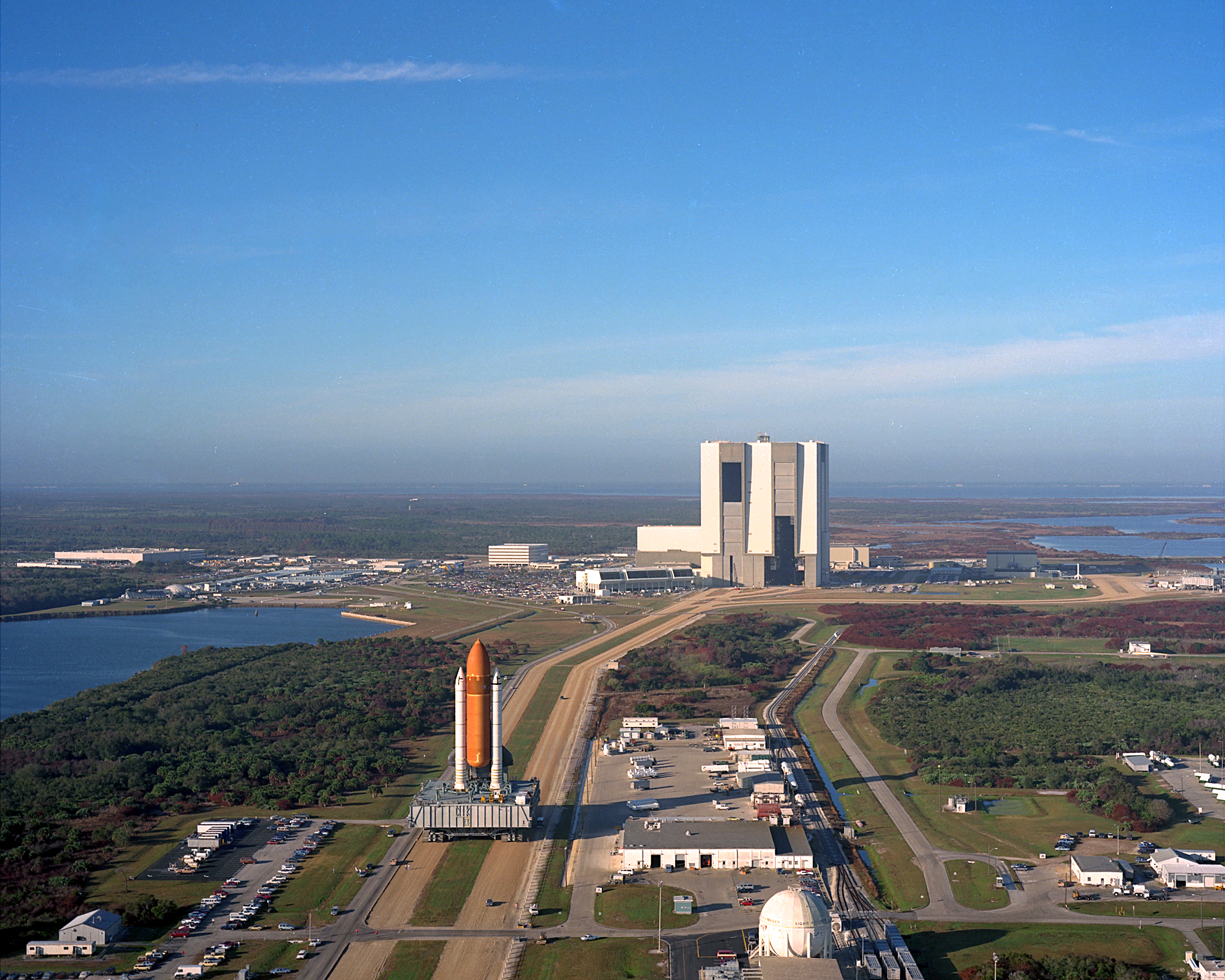
STS-36ミッションのため、39A発射台へと移動するアトランティス号（1990年）

1976年には、ビークル組立棟 (VAB) の南側駐車場はアメリカ合衆国建国200周年を記念してのサード・センチュリー・アメリカ (Third Century America) という科学と技術の展示会場だった。このイベントと同時に、合衆国の国旗である星条旗がVABの南側の壁にペイントされた。1970年代後半にかけて、第39発射施設 (LC-39) はスペースシャトル計画に対応するために再構成された。2棟のオービタ整備施設が格納施設としてVABの近くに建設された。そのうち、三分の一は1980年代になって追加された。
ケネディ宇宙センターの長さ2.9マイル (4.7 km)のシャトル着陸施設は、オービタが地球に帰還するときの第一の着陸場だった。もっとも、実際にケネディ宇宙センターで着陸が行われたのは、1984年2月11日、スペースシャトルの10回目の飛行となるSTS-41-Bミッションでのチャレンジャー号が初めてだった。その当時までの第一着陸場はカリフォルニア州にあるエドワーズ空軍基地だった。エドワーズ空軍基地はその後、バックアップ用の着陸場として使用された。シャトル着陸施設は発射場に戻る (Return To Launch Site; RTLS) オプションも提供していたが、利用されることはなかった。シャトル着陸施設は世界で最も長い滑走路の一つである。
スペースシャトルの飛行が24回成功した後、1986年1月28日、STS-51-Lミッションでチャレンジャー号が打ち上げから73秒後に空中分解した。これは、39B発射台を使用した最初のシャトルの打ち上げであり、米国の有人打ち上げが初めて失敗した瞬間でもあった。結果的に、7名の乗組員全員が死亡した。右側の固体燃料補助ロケット (SRB) の密閉用Oリングが発射時に破損したことがきっかけとなり、構造物の破壊へとつながった。スペースシャトルの飛行は、シャトル計画の多くの面で幾多の改良を施した上で、1988年9月29日にSTS-26ミッションをもって再開された。
2003年2月1日、STS-107ミッション（113回目のシャトルの飛行）で、テキサス州上空で大気圏に再突入する際に、コロンビア号とその7名の乗組員の命が失われた。機体の破損は、1月16日に39A発射台から打ち上げられた時に、外部燃料タンクの発泡断熱材が剥がれ落ち、その破片がオービタの左主翼を直撃したことによって引き起こされた。地球に帰還するために大気圏に再突入する際、この損傷箇所から高温の空気が侵入して主翼の内部構造体が破壊され、急速に機体が分解されていった。チャレンジャー号の事故の時のように、結果として生じた原因究明のための調査及び改善により、ケネディ宇宙センターでのスペースシャトルの飛行と運用は2年以上の中断を余儀なくされ、最終的にシャトルの飛行が再開されたのは、2005年7月26日に打ち上げられたSTS-114ミッションでのことだった。
スペースシャトル計画の中で、LC-39の発射台でメインエンジンが停止する事案を5回経験し、その全てが打ち上げ前の4秒以内に起きている。そして、1985年7月29日のSTS-51-Fで一度、軌道投入中断 (Abort to Orbit; ATO) を経験した。30年近くもスペースシャトルのミッションが運用された間には、種々の人工衛星や惑星間探査機の展開、宇宙科学や宇宙技術に関する実験の実施、ロシアの宇宙ステーション「ミール」への訪問、国際宇宙ステーションの建設と各種サービスの提供、ハッブル宇宙望遠鏡の展開と修理、そして宇宙実験室としての役割など、実に様々な活動を行った。計135回のフライトを実行したスペースシャトルは、2011年7月に退役した。

### コンステレーション計画
2009年10月28日、アレスI-Xの打ち上げが39B発射台にて行われ、1973年のスカイラブ以来36年ぶりにケネディ宇宙センターからの無人打ち上げとなった。

### 使い捨て型打ち上げ機 (ELVs)
1958年の設立以来、NASAと軍はロボットによるミッション の打ち上げに関して協力し合って活動し、この分野における事業が始められた。1960年代初頭、NASAは一か月につき2回程度のロボットによるミッションの打ち上げを行っていた。飛行を頻繁に重ねることで、打ち上げ機は急速な発展を遂げ、技術者がデータを集めては、異常から学び、改良が施されてきた。1963年には、ケネディ宇宙センターの目的で、ELV事業が地上の支援設備及び施設に重点を置くことになり、独立したアトラス/セントールの組織がNASAのルイス研究センター（現在のグレン研究センター）の下に置かれ、打ち上げ運用センター（現在のケネディ宇宙センター）に代わって担当するようになった。
ロボットを使ったミッションのほとんど全てがケープカナベラル空軍基地 (CCAFS) から打ち上げられたが、ケネディ宇宙センターは、ケープ（カナベラル）にロケットが到着すると、その組み立ての最終段階と試験を監督した ("oversaw the final assembly and testing of rockets as they arrived at the Cape")。1965年には、ケネディ宇宙センターの無人打ち上げ運用部 (Unmanned Launch Operations Directorate) は、NASAの無人打ち上げ運用のすべてを担うようになった。その中にはヴァンデンバーグ空軍基地での打ち上げ運用も含まれていた。1950年代から1978年まで、ケネディ宇宙センターは米国内で実施されるすべてのロボットによるミッションの打ち上げのためのロケットとペイロードの整備施設を選定し、打ち上げ日が近づくとそれらの整備と点検を監督していた。政府のミッションに加えて、ケネディ宇宙センターは商業ミッションや外国のミッションのためにもこのサービスを実施した。ただし、米国政府以外の事業体は費用の補償を提供した。また、NASAはケープカナベラル空軍基地に出資して、発射台のメンテナンスや打ち上げ機の改善に寄与した。
これらはすべて、1984年の商業宇宙打ち上げ法によって変更された。法の制定以後、NASAはNASA自体及びアメリカ海洋大気局 (NOAA) のELV打ち上げを調整するのみとなった。その分、企業はその独自の打ち上げ機を運用して ("operate their own launch vehicles") 、NASAの打ち上げ関連施設を活用することが可能だった。ペイロード整備は民間企業により運営されるなど、ケネディ宇宙センターの外で行われ始めた。レーガン大統領が1988年に示した宇宙政策では、この仕事に関わる動きをケネディ宇宙センターから営利企業に促進した。同じ年には、ケープカナベラル空軍基地の発射施設をNASAから空軍による管理へ移すことが始まった。
1990年代には、ケネディ宇宙センターは実地のELV事業を行っていなかったが、技術者たちはまだELVについての理解を維持しており、打ち上げ機に関する見識を示せるような契約を結んでいたことで、それを熟知した監督をすることができたのだった。ケネディ宇宙センターはまた、ELVの研究と分析に関する仕事をし、請負業者らは、技術的問題に直面したときの人的資源として、ケネディ宇宙センターの人員を活用することができた。ケネディ宇宙センターは、ペイロード及び打ち上げ機の産業と共に、ELVの打ち上げ及び地上での運用の自動化に関して先進的な技術を開発したのだが、これには米国のロケットの世界市場に対する競争力を向上させることを可能にするという狙いがあった。
1998年、ケネディ宇宙センターで打ち上げサービスプログラム (LSP) が結成され、ケネディ宇宙センター、グレン研究センター、ゴダード宇宙飛行センターなどで既に存在していたプログラム（及び人員）の協調を図り、NASA及びNOAAのロボットによるミッションの打ち上げを管理しようとした。ケープカナベラル空軍基地とヴァンデンバーグ空軍基地はLSPミッションのための第一の発射場であるが、その他の発射場も時折使用される。マーズ・サイエンス・ラボラトリーのようなLSPのペイロードは、ケープカナベラル空軍基地の発射台に移動される前に、ケネディ宇宙センターで整備されている。

### 宇宙ステーションの組み立て
1990年代初め頃に国際宇宙ステーション (ISS) の各モジュールの設計が始まると、ケネディ宇宙センターも他のNASAの研究開発拠点及び国際的な協力機関と協働して、それらをスペースシャトルに乗せて打ち上げる前に整備し、組み立てるために備えた。ケネディ宇宙センターは、これまでに22回のスペースラブのミッションをこなした実務経験を活かし、O&CビルディングでISSの組み立て作業に期待を集めた。これらの経験は宇宙ステーション整備施設 (SSPF) の設計に取り入れられ、1993年に施設の建設が始まった。宇宙ステーション部 (Space Station Directorate) が1996年に結成された。ケネディ宇宙センターの人員はステーション・モジュールの工場に組み込まれ、彼らの見識がその工程に役立てられた。
1997年から2007年までに、ケネディ宇宙センターはステーションのモジュールを地上で統合する試験と検査の計画を立てて実行した。3つの適合性確認試験 (Multi-Element Integration Testing; MEIT) セッションと統合システム試験 (Integration Systems Test; IST) である。これによって、軌道上で行うのは困難、あるいはほぼ不可能と考えられる多くの問題が見つかり、修正された。
2015年現在もケネディ宇宙センターでは、軌道上で行う独自の実験を開発する傍ら、世界中から寄せられるISSのペイロードを、打ち上げる前に整理し、整備する作業を継続している。

## 現在運用中のプログラム及びイニシアチブ
ケネディ宇宙センターで現在運用中のプログラム及びイニシアチブを以下に示す:
- 商業乗員プログラム[22]
- 地上系開発及び運用プログラム[23]
  - NASAは現在、有人宇宙飛行を継続するために、スペース・ローンチ・システム (SLS) として知られる次世代の打上げ機を開発中である。
  - 2014年12月5日、NASAは最初の無人飛行試験機であるオリオン多目的有人宇宙船 (MPCV) を打ち上げ、現在月、小惑星及び火星での有人探査を促進するため開発中である[要出典]
- 打ち上げサービスプログラム（英語版）[24]
  - 教育用超小型衛星打ち上げプログラム (ELaNa)[25]
- 研究及び技術開発[7]
- 国際宇宙ステーションペイロード[20]

## 主要施設
第39発射施設から南に5マイル (8 km)の所にあるケネディ宇宙センターの工業地域には、多くの支援施設が位置している。すなわち、本部棟、O&Cビルディング、及び中央計装施設である。宇宙飛行士の乗組員宿舎は現在、O&Cビルの中にあるが、ビルが完成する前はケープカナベラル・ミサイル試験アネックス（現在のケープカナベラル空軍基地）のハンガーS にあった。このほか、かつてケネディ宇宙センターに位置していたのは、電波通信及び宇宙船を追跡する際に鍵となる複合施設メリット島宇宙飛行追跡・データネットワーク局 (MILA) だった。

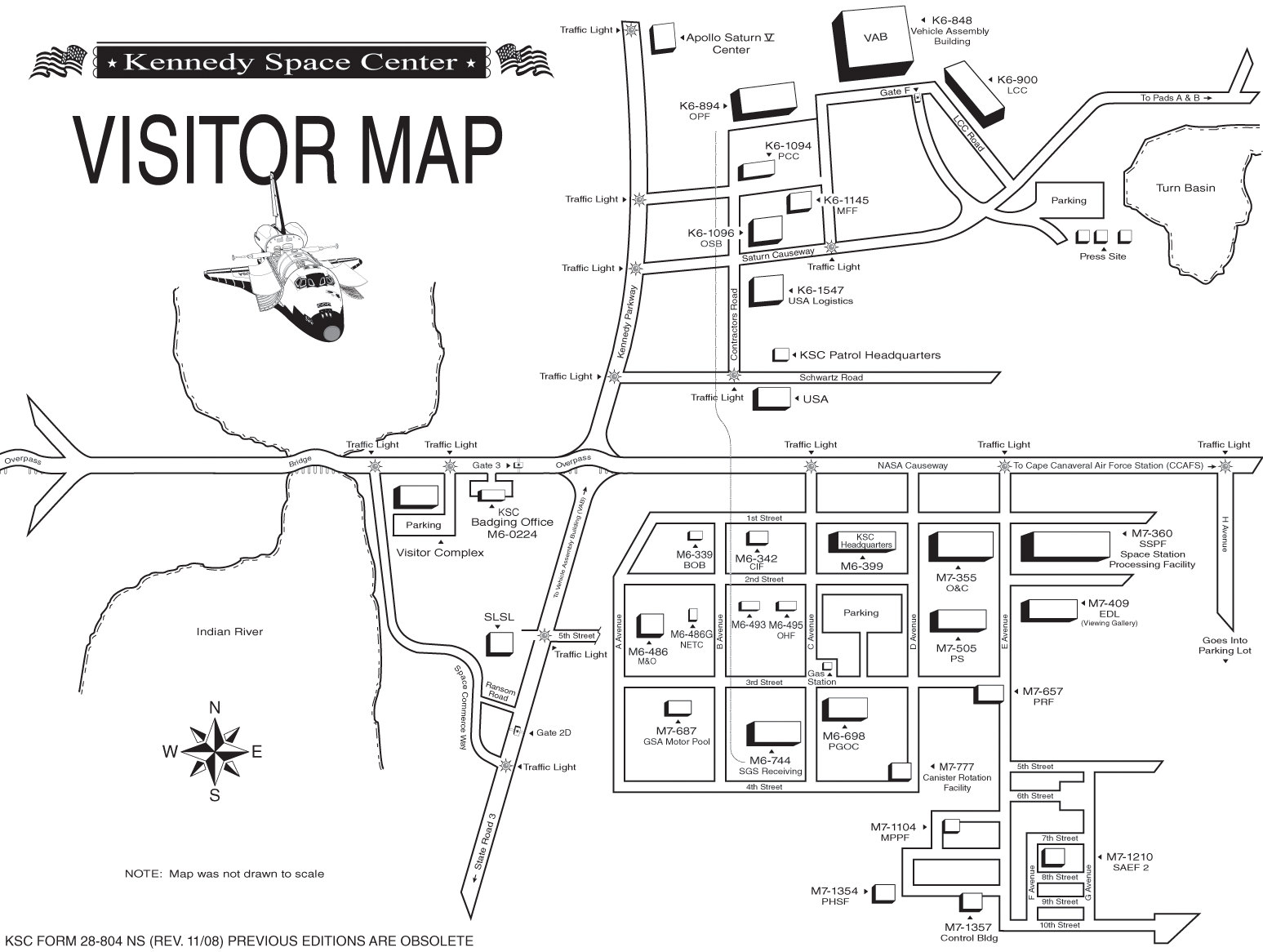
訪問者向けに出されている、ケネディ宇宙センター工業地域の公式な地図

ケネディ宇宙センターにある施設は、打ち上げミッションや（場合によっては）回復のミッションに直接的に関わっている。飛行するための宇宙船やペイロードを準備し、維持するために利用することが可能である。 本部棟には、センター長室、図書室、映像・写真アーカイブズ、印刷室及び警備室が入る。なお、中央キャンパス統合の一環として、新しい本部棟が建設中であり、その第一フェーズは2017年の完成を目指している。
また、センター内では17-マイル (27 km)の長さの独自の専用線、NASA鉄道が運営・運行されていた。この鉄道は2015年に運営中止となり、最後の2両の機関車が売却されることになった。既に三分の一は、ある博物館に寄付された。路線の年間維持費用は130万ドルに上った。

### ペイロード整備
- ペイロードが受け取られた後、O&Cビルディングでまとめて整備、統合される。1960年代にはジェミニ計画とアポロ計画で、1970年代にはスカイラブ計画で、1980年代と1990年代には国際宇宙ステーションの最初の部分が、それぞれO&Cビルでまとめられた。[35]
- 457,000平方フィート (42,500 m2)の面積をもつ、三階建ての宇宙ステーション整備施設（英語版） (SSPF) は、2つの整備ベイとエアロック、操作制御室、実験室、ロジスティクス区域、並びに無害のステーション及びシャトルのペイロードを支援するものからISO 14644-1 クラス5標準を満たすものまでのオフィススペースから構成される。[36]
- 垂直整備施設 (Vertical Processing Facility; VPF) は71フィート (22 m) x 38フィート (12 m)の大きさの扉が特徴で、そこでは垂直の向きで整備されたペイロードが持ち込まれ、2基の天井クレーンを使って操作される。このクレーンは、32 tまでの重量物を持ち上げることができる。[37]
- 自燃性燃料保守点検地区 (Hypergolic Maintenance and Checkout Area; HMCA) は3棟の建物から成り、それらの建物は工業地域の他の建物からは離れたところに位置している。これは、有害物質を扱っているからである。自燃性燃料を供給されたモジュールは、スペースシャトル・オービタの姿勢制御システム、軌道制御システム及び補助動力装置を構成し、自燃性燃料保守点検施設 (HMCF) で貯蔵され、供給される。[38]

### 第39発射施設

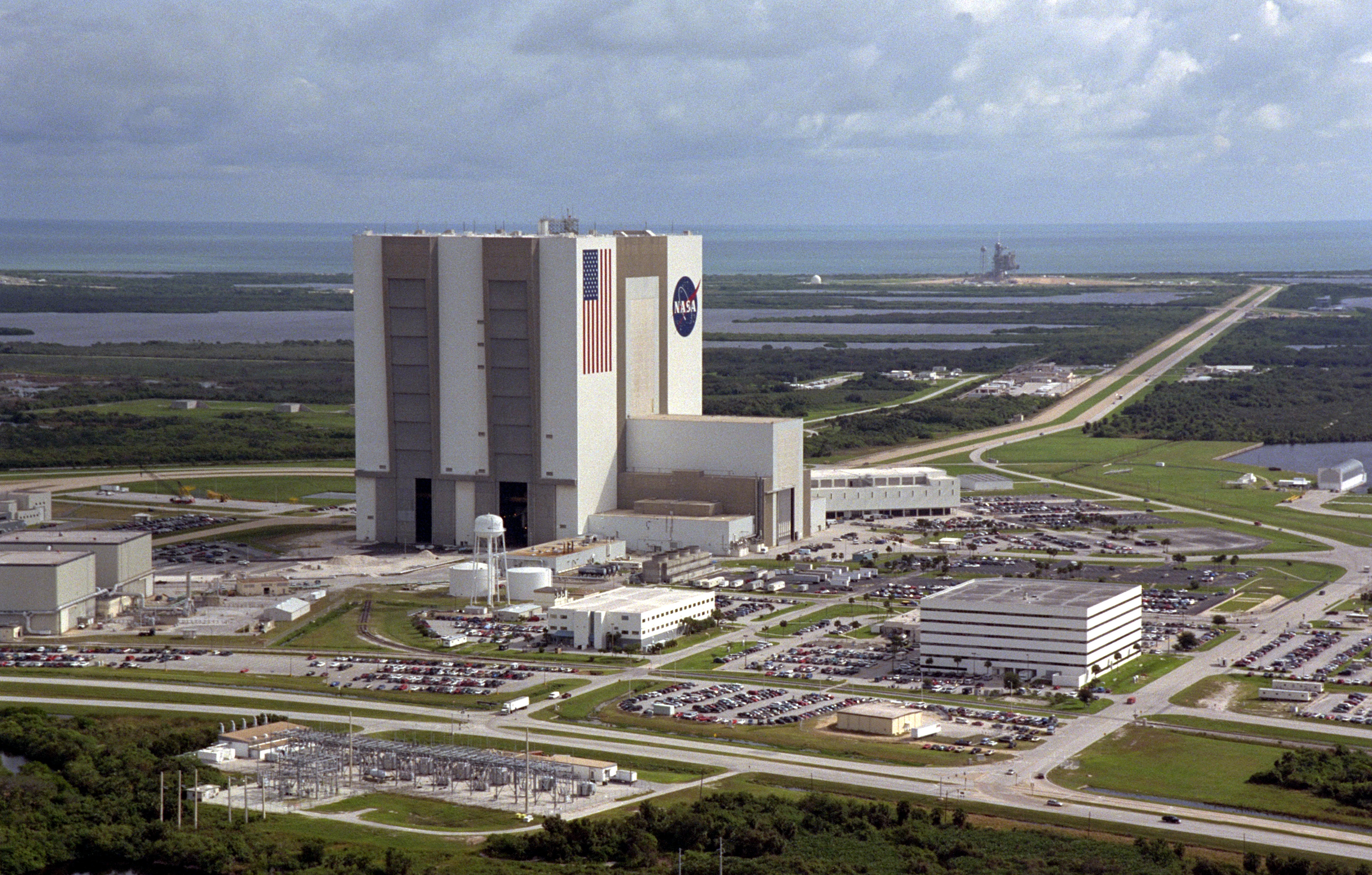
VAB（中央）とその右に張り出した打ち上げ管制センター、および遠くに見える39A発射台と39B発射台（1999年）

第39発射施設 (LC-39) は当初、アポロ有人月着陸計画のために、史上最大かつ最も強力に機能するロケットであるサターンVを打ち上げるために建設された。1972年にアポロ計画が終了して以降は、スカイラブ（1973年）、アポロ・ソユーズテスト計画（1975年）、スペースシャトル計画（1981年-2011年）など、NASAの有人宇宙飛行ミッションに使用された。
1968年12月以来、すべての打ち上げ運用は39A発射台及び39B発射台から執り行われた。両発射台は海に面しており、VABから東に3マイル (4.8 km)の位置にある。1969年から1972年までは、サターンV型ロケットを使用したアポロ有人月着陸ミッションの6回すべての出発地点だった。1981年から2011年までの間は、すべてのスペースシャトルの打ち上げに使用された。
人類の月へのミッションは、大型の三段式サターンV型ロケットを必要とした。その高さは363フィート (111 m)、胴体の直径は33フィート (10 m)だった。第39発射施設 (LC-39) は新しいロケットの打ち上げに対応するためにメリット島に建設された。この総予算約8億ドルをかけた大事業は1962年11月に始まった。LC-39の発射台AとBは1965年10月に完成した（この他にも発射台C、D、Eの建設が計画されていたが、いずれも中止された）。ビークル組立棟 (VAB) は1965年6月に、インフラストラクチャーは1966年後半に、それぞれ完成した。
発射施設には次の施設が含まれる:
- ビークル組立棟 (VAB) - サターンVを4機収容できる130,000,000立方フィート (3,700,000 m3)のハンガーを有する。VABはその容積において、世界で4番目に大きな構造物であり、1965年の完成当時としては世界最大だった。[39]
- 5,440トンもの重量物をクローラーウェイ（英語版）に沿って発射台まで運搬することができるトランスポーター
- 高さ446フィート (136 m)の可動式サービス・ストラクチャー（英語版）と3台のモバイル・ランチャー・プラットフォーム（英語版）、そしてそれぞれに固定された発射点火ケーブル塔
- 打ち上げ管制センター
- ニュースメディア施設（英語版）

### 商用リース
当地域の商業宇宙産業の成長を促進する役割、そしてマルチユーザーの宇宙港としての総合的センターを担うため、ケネディ宇宙センターは保有する財産をリースする。以下に主な例をいくつか示す:
- エクスプロレーション・パーク（英語版）を多様なユーザーにリース（スペース・フロリダ（英語版）との協定による）
- シャトル着陸施設をスペース・フロリダ（英語版）にリース（スペース・フロリダが民間企業との利用契約を取り持つ）
- オービタ整備施設3 (OPF-3)をボーイング社にリース（CST-100スターライナーのため）
- LC-39A発射台をスペースX社にリース
- O&C High Bayをロッキード・マーティン社にリース（オリオン整備のため）
- FPLのスペースコースト次世代太陽エネルギーセンター（英語版）用の土地をフロリダ・パワー・アンド・ライト（英語版） (FPL) にリース[42][43][44]

### ビジターコンプレックス

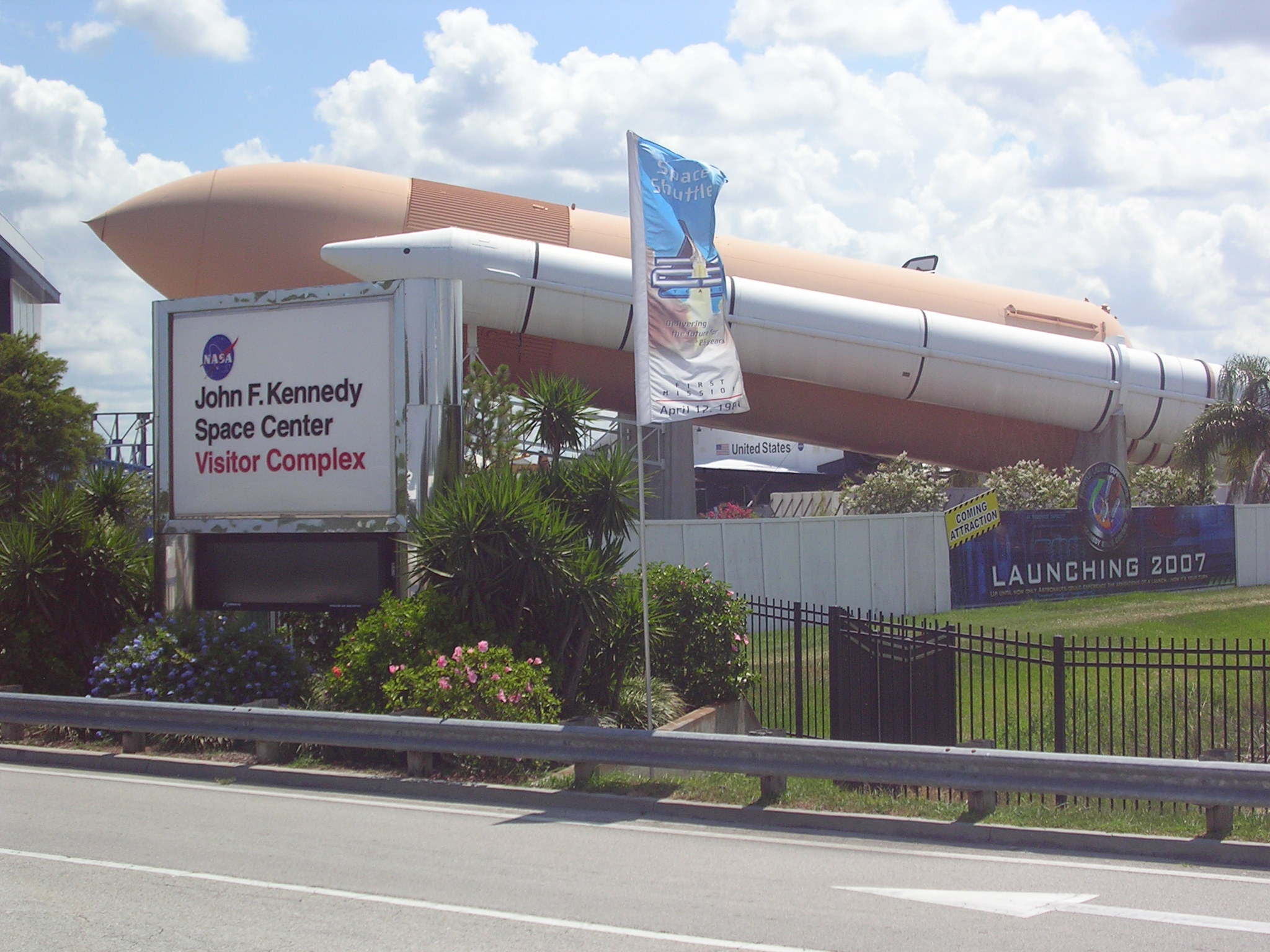
ビジターコンプレックスへの入り口。後ろに見えるのは、スペースシャトルの実物大模型エクスプローラー（2006年）

ケネディ宇宙センターのビジターコンプレックスは、1995年からデラウェア・ノースにより運営されており、有人・無人の宇宙飛行の歴史と未来に関する多様な展示品、人工物及びアトラクションがある。ケネディ宇宙センターのバスツアーはここから出発する。他には、VABの北の離れた場所にアポロ・サターンVセンター、そこから西に6マイル (9.7 km)のタイタスビル近郊にアメリカ合衆国宇宙飛行士の殿堂がある。2009年には約150万人の観光客が訪れた。およそ700人の従業員が働いている。
2015年5月29日に発表されたところによれば、宇宙飛行士の殿堂の展示は現在の場所からビジターコンプレックス内の別の場所に移される模様である。これは近く公開される予定の「ヒーローとレジェンド」 (Heroes and Legends) と銘打ったハイテク・アトラクションのための場所を空けるためである。このアトラクションは、オーランドに拠点を置く設計事務所ファルコンズ・ツリーハウスにより設計される予定で、2016年後半にもオープンすることになっている。
2016年3月、ビジターセンターはアイコン的なカウントダウン・クロックの置かれる新しい場所を明らかにした。以前のカウントダウン・クロックは1969年に初めて建設・設置され、2000年1月には国家歴史登録財の地に国旗掲揚塔と共に並べ置かれた。

## 気象条件

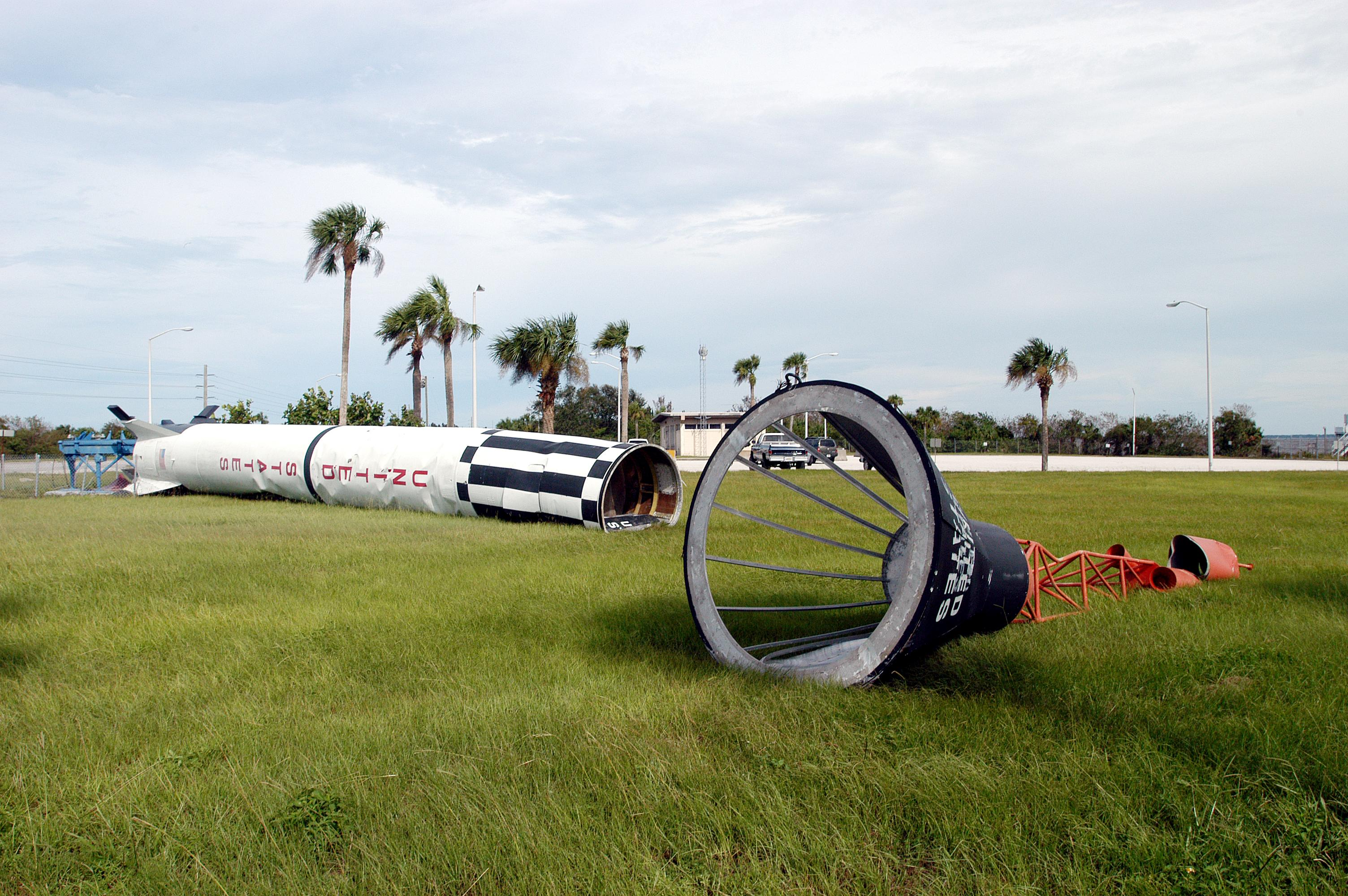
ゲート3に展示されているマーキュリー・レッドストーン・ロケットは、2004年9月7日にハリケーン・フランシスの暴風雨により倒された。

フロリダ半島の形と気温は陸と海とで対照的であり、激しい雷雨に見舞われるのに理想的な条件である。そのため、フロリダ州中央部は「アメリカの雷銀座」 (lightning capital of the United States) とも評される。 このことから、従業員、構造物及び発射台にある宇宙船を保護するために必要とされる、広範な雷防護・検知システムが構築されている。1969年11月14日にアポロ12号は39A発射台からの打ち上げ直後に雷に打たれたが、フライトは安全に継続された。ケネディ宇宙センターで記録された最も強い雷は、2006年8月25日に39B発射台に落ち、その時アトランティス号がSTS-115ミッションのため待機していた。NASAの責任者は当初、この落雷によりアトランティス号が損傷したのではないかと懸念したが、異常は見つからなかった。
2004年9月7日、ハリケーン・フランシスが風速70マイル毎時 (110 km/h)、最大瞬間風速94マイル毎時 (151 km/h)の風を伴ってフロリダ地域を直撃し、今までで最も大きな被害を出した。スペースシャトル組立棟 (VAB) では、壁のパネルが約820枚はがれ、約15m四方の穴などが開いた。これは建物を暴風雨にさらすことになった。損害はVABの南側と東側でも生じた。スペースシャトルの耐熱タイルなど熱防護システムを製造する施設 (Thermal Protection System Facility) では広範な被害が出た。屋根の一部がはがれ、内部が雨水による損害を被った。センター内に展示されていた複数のロケットがぐらついて倒れた。2005年10月に襲来したハリケーン・ウィルマによっても、ケネディ宇宙センターに被害が出た。

## 歴代センター長

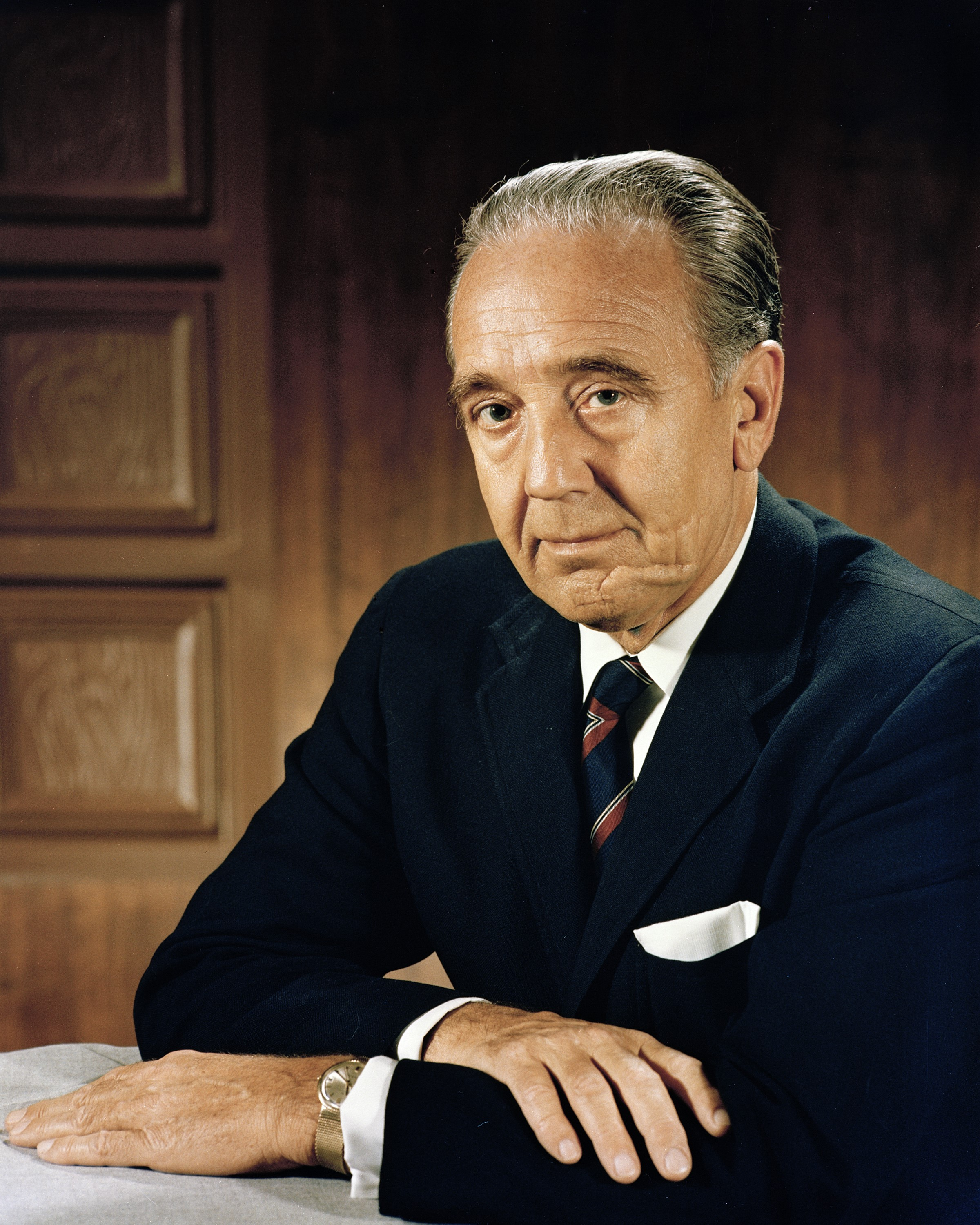
初代センター長 Dr. クルト・デーブス

ケネディ宇宙センターの設立以来、11名のNASA職員がセンター長を務めた。この中には、元宇宙飛行士3名（クリッペン、ブリッジス、カバナ）を含む。初代センター長のクルト・デーブスはV2ロケットの科学者であったが、ペーパークリップ作戦によってアメリカに移住した。2021年6月にはジャネット・ペトロが女性初のセンター長に就任した。
| 名前                          | 就任年月日    | 辞任年月日     | 出典   |
| ----------------------------- | ------------- | -------------- | ------ |
| クルト・H・デーブス           | 1962年7月     | 1974年11月     | [ 53 ] |
| リー・R・シェラー             | 1975年1月19日 | 1979年9月2日   | [ 54 ] |
| リチャード・G・スミス         | 1979年9月26日 | 1986年8月2日   | [ 55 ] |
| フォレスト・S・マッカートニー | 1987年8月31日 | 1991年12月31日 | [ 56 ] |
| ロバート・L・クリッペン       | 1992年1月     | 1995年1月      | [ 57 ] |
| ジェイ・F・ハニーカット       | 1995年1月     | 1997年3月2日   | [ 58 ] |
| ロイ・D・ブリッジス・ジュニア | 1997年3月2日  | 2003年8月9日   | [ 59 ] |
| ジェイムズ・W・ケネディ       | 2003年8月9日  | 2007年1月      | [ 60 ] |
| ウィリアム・W・パーソンズ     | 2007年1月     | 2008年10月     | [ 61 ] |
| ロバート・D・カバナ           | 2008年10月    | 2021年5月      | [ 62 ] |
| ジャネット・E・ペトロ         | 2021年6月     | 現職           | [ 63 ] |

## 労働力
ケネディ宇宙センターが1962年7月にマーシャル宇宙飛行センターから分離された際、375人の従業員が異動した。
1965年5月には、ケネディ宇宙センターには7,000人の従業員と契約労働者がココア・ビーチの賃貸スペースからメリット島の新しい施設に異動してきた。センターに従事する労働者数のピークは1968年の26,000人（うち3,000人は公務員）だった。1970年には、ニクソン大統領が宇宙開発・運用のコストを削減する意向を表明し、ケネディ宇宙センターで大規模なリストラが行われた。1974年までには、ケネディ宇宙センターの労働力は10,000人（うち2,408人は公務員）まで減少した。
2011年時点では、合計13,100人がケネディ宇宙センターで働いていた。約2,100人は連邦政府の被雇用者であり、残りは契約労働者だった。 2008年の現場労働者の平均年収は77,235ドルだった。
2011年にスペースシャトル計画が終了し、その前の2010年にコンステレーション計画が中止されたことにより、ケネディ宇宙センターの労働力は、1972年にアポロ計画が終了したときに経験したような、大きな人員規模の縮小がなされた。2010年と2011年には、この規模縮小の一環として、6,000名の契約労働者がセンターでの職を失った。